# Olivia Green
Olivia Green (22 de noviembre de 1999) es una deportista británica que compite en pentatlón moderno. En los Juegos Europeos de Cracovia 2023 consiguió una medalla de bronce en la prueba individual.

## Medallero internacional
| Juegos Europeos | Juegos Europeos    | Juegos Europeos   | Juegos Europeos |
| Año             | Lugar              | Medalla           | Competición     |
| --------------- | ------------------ | ----------------- | --------------- |
| 2023            | Cracovia (Polonia) | Medalla de bronce | Individual      |